# Giovanni Zambelli

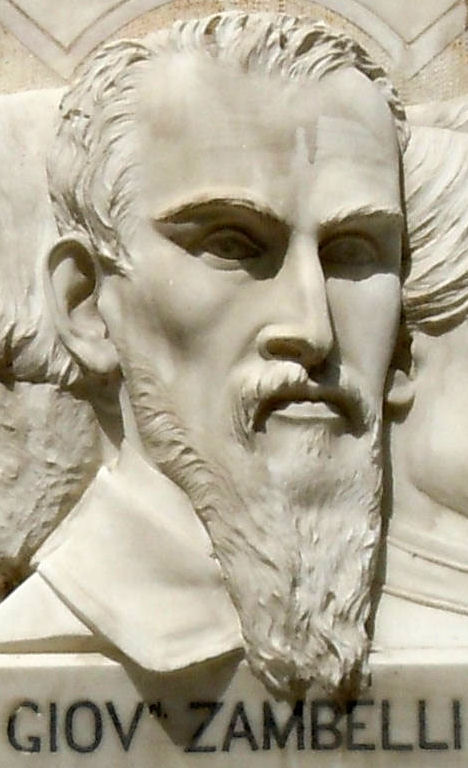
Giovanni Zambelli, particolare del monumento a Belfiore

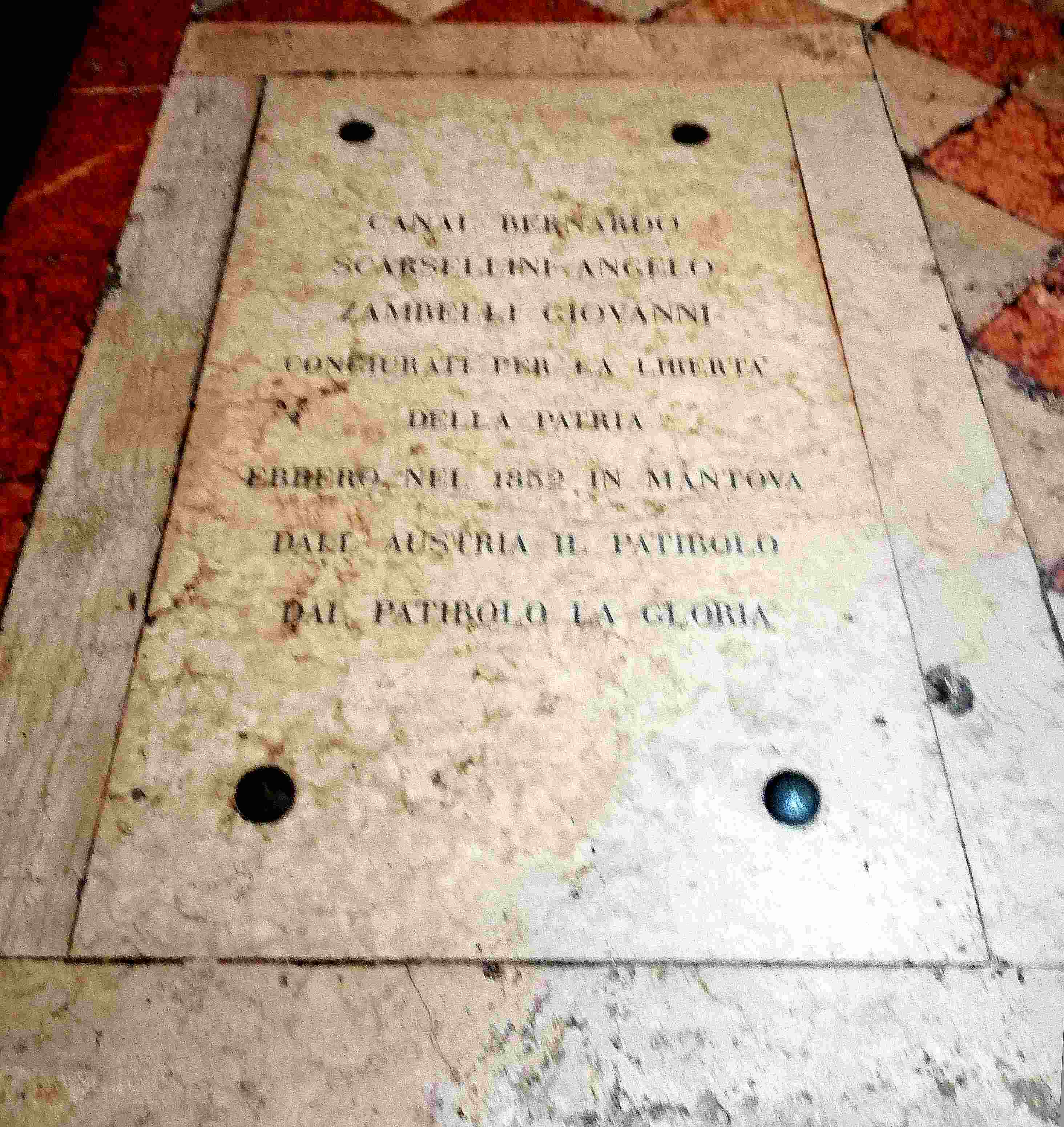
Venezia, Basilica dei Frari, tomba dei Martiri di Belfiore.

Giovanni Zambelli (Venezia, 1º giugno 1824 – Belfiore, 7 dicembre 1852) è stato un patriota italiano ed è uno dei Martiri di Belfiore.

## Biografia

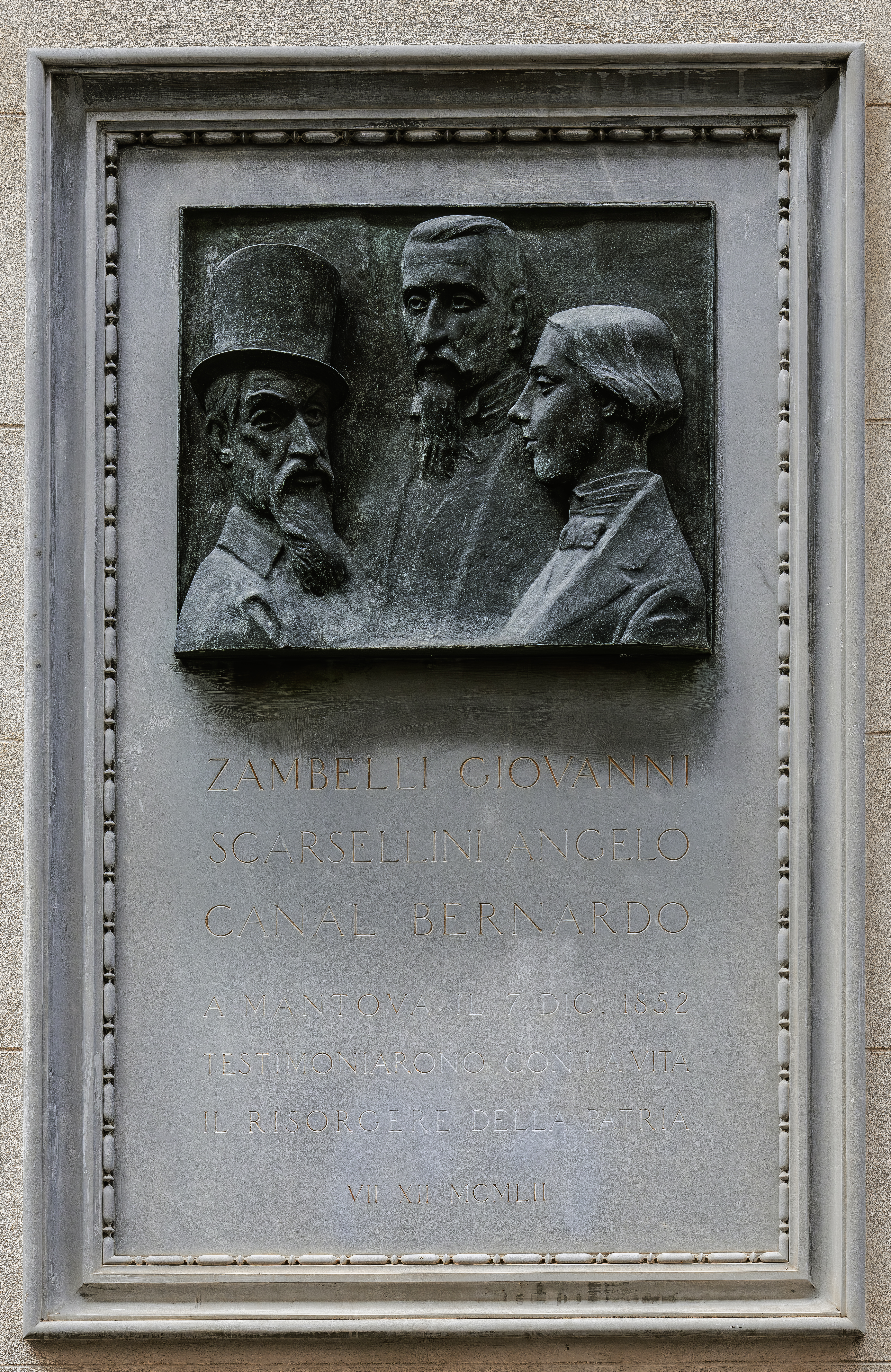
ZAMBELLI SCARSELLINI CANAL Venezia, Calle larga de l'Ascension

Impiegato all'Arsenale e ritrattista per diletto, partecipò attivamente alla Repubblica di Venezia del 1848.

Divenne successivamente uno dei capi del Comitato Rivoluzionario Veneto, attivando i comitati di Padova, Vicenza e Treviso. A seguito della scoperta della congiura nel gennaio del 1852 e dell'identificazione di tutti i principali responsabili nel giugno successivo, fu arrestato e tradotto a Mantova.
Il consiglio di guerra austriaco del 13 novembre 1852 lo condannò a morte e il successivo 7 dicembre, a Belfiore alle porte di Mantova, fu il primo dei patrioti condannati ad essere impiccato.
È sepolto a Venezia nella Basilica dei Frari assieme a Bernardo Canal e Angelo Scarsellini.

A causa della requisizione di tutte le sue proprietà da parte del governo austriaco, la vedova con il giovane figlio si trasferì a Milano ove poté beneficiare del sostegno economico di patrioti locali.